# Hōjō Ujimasa
Hōjō Ujimasa (北条氏政, 1538-10 août 1590) était le quatrième chef du clan Go-Hōjō, et daimyo du château d'Odawara. Il a commandé dans beaucoup de batailles, affermissant ainsi la position de son clan.

## Biographie
Fils ainé de Hōjō Ujiyasu, un puissant daimyo dans la région du Kanto, sa mère est Zuikeii-in, sœur d'Imagawa Yoshimoto.
Il épouse Obaii-in, fille de Takeda Shingen, comme partie de l'alliance Kai-Sagami-Suruga et participera à plusieurs batailles, avec son père, et même après la mort de celui-ci. Toutefois, il divorça quand Takeda Shingen viole l'accord et attaque les Imagawa qui sont les meilleurs alliés des Hōjō.
Après la mort de son père, il devient chef du clan à part entière et, après dix-neuf ans de règne, il se retire en 1590, tout en gardant son influence sur le clan. Son fils Hōjō Ujinao est devenu le chef du clan et le seigneur d'Odawara.
Quand Toyotomi Hideyoshi prit le pouvoir en 1584 et devint kanpaku, il ordonna à tous les clans de prêter allégeance, la plupart acceptèrent sauf les Hōjō et les Date. Après de multiples invitations refusées, Hideyoshi décida d'attaquer et assiéga Odawara ; les Date finirent par prêter allégeance. N'ayant plus d'espoir, Ujimasa se suicida avec son frère Ujiteru. Son fils Ujinao devient moine au mont Koya.

## Famille
- Père : Hōjō Ujiyasu, fils de Hōjō Ujitsuna
- Mère : Zuikeii-in, sœur d'Imagawa Yoshimoto

- Frères :
  - Hōjō Ujiteru
  - Hōjō Ujikuni
  - Hōjō Ujinori
  - Hōjō Ujitada
  - Uesugi Kagetora
  - Hōjō Ujimitsu

- Sœurs :
  - Dame Hayakawa , épouse Imagawa Ujizane
  - Dame Hojo (Shizuka ou Keirin-in) , épouse Takeda Katsuyori
  - Nanamagari-dono, épouse Ujishige Hojo

- Femmes :
  - Obaii-in, fille de Takeda Shingen
  - Hoshoin

- Enfants :
  - Hōjō Ujinao
  - Chiba Naoshige, adopté par Hōjō Ujiteru puis par Chiba Kunitane
  - Tsuruhime, épouse Yoshiyori Satomi
  - Ota Gengoru, adopté par le clan Ōta